# Almita Visitación Sibila
Almita Visitación Sibila (1876-1 de junio de 1908) fue una mujer campesina argentina asesinada dentro de un contexto de lo que actualmente se conoce como violencia de género. Personaje del folklore argentino, fue "canonizada" por el pueblo de Jujuy. Se dice que fue el primer feminicidio ocurrido en esa provincia, ya que es el primero del cual se tiene registro.
Hay una leyenda de la Almita Sibila o Visitación Sibila que es muy popular en la provincia jujeña. Tiene tres altares: uno en el cementerio de San Salvador de Jujuy donde descansan sus restos, otro en donde fue hallado su cuerpo y el último donde fue su hogar, lugares donde los fieles se acercan para rezarle y dejarle ofrendas.

## Biografía
Almita Sibila, cuyo verdadero nombre era Visitación Sibila, fue una mujer de tez morena y se cree que tenía el cabello lacio y largo. Se casó a los 22 años con Juan Crisóstomo Zalazar el 14 de abril de 1898. Por algunos años se fue a vivir a La Almona, una pequeña localidad. Zalazar era violento y celoso, motivo por el cual Sibila se separó y regresó a la casa paterna. Posteriormente conoció a Julián Medrano con quien se fue a vivir a Monte Alto en El Carmen, otro hombre celoso y maltratador.

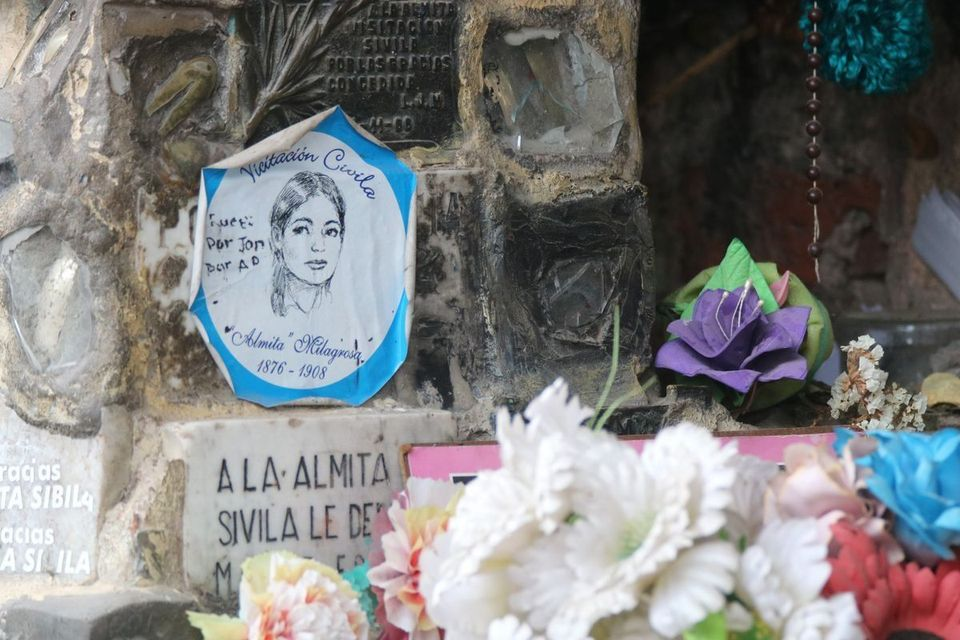
Imagen de la tumba de Visitación Sibila en el Cementerio El Salvador de San Salvador de Jujuy

Según la autora, Visitación tuvo una hija llamada Dolores de la que no existen datos ni referencias. La familia de Visitación se dedicaba a trabajar la tierra y criar ganado. También fue lavandera. Hay pocos datos en la iglesia, registro civil y en la escuela para reconstruir su vida.
Se cuenta que paseaba a caballo, estaba haciendo sus compras y ventas cuando fue atacada por Leonardo Condorí, un criminal con antecedentes quien le ofreció plata a cambio de sexo. En principio se negó pero luego, a los fines de engañarlo, le dijo que sí. Fue cuando intentó huir que el hombre ató una soga a su cuello (la misma con la que se ajustaba los pantalones) y la arrastró varios metros dejándola moribunda. Acto seguido la violó y para no levantar sospechas, cavó un pozo con intenciones de enterrarla, pero dado que cuerpo de Visitación no cabía, la mutiló y finalmente la sepultó a pocos metros del sitio donde cometió el crimen. Días después su cuerpo fue hallado por Julián Medrano, Francisco Rivera y Genaro Burgos. Se encontraba en avanzado estado de descomposición y devorado por perros de la zona.
Su muerte y el sufrimiento que padeció en vida caló en su comunidad, la cual convirtió su tumba y el sitio donde fue hallado su cuerpo en lugares de oración, habiendo quienes afirman haber recibido milagros que abarcan desde recobrar la salud y solucionar problemas de fertilidad, hasta incluso la resolución de conflictos.
Leonardo Condori fue capturado y condenado a pena de muerte, posteriormente conmutada a cadena perpetua ya que se supo que no estaba en su sano juicio, condena que no llegó a cumplir dado que fue liberado en su ancianidad. Estuvo preso en una cárcel de máxima seguridad en Ushuaia. Sobre su final hay varias versiones, una dice que fue muerto en Salta; otra que lo declararon insano y fue internado en un Hospicio para alienados mentales y otra que estuvo en Buenos Aires, viejo, enfermo y muy pobre.